# Karl Kilbom
Karl Kilbom, ursprunglig stavning Kihlbom, född 8 maj 1885 i Österbybruk, död 24 december 1961 i Stockholm, var en svensk radikal socialistisk politiker (socialdemokrat, tidigare kommunist).

## Biografi
Kilbom växte upp i Österbybruk i Uppland. Han härstammade från en vallonsläkt. Kilboms far Karl Johan Kihlbom (1857–1934) var smed och han började själv arbeta i tidig ålder. Hans mor var Ebba Mathilda Philper (1858–1894), som avled när Kilbom var åtta år gammal. När han försökte organisera sig fackligt blev familjen hotad av arbetsgivaren, och fadern bad sin son att hålla sig borta från politiken.
År 1903 flyttade Kilbom till Sandviken och blev matros på lastfartyget Thetis vid Gävle hamn. 1907 blev han inkallad till flottan och tjänstgjorde på pansarskeppet HMS Svea. Efter militärtjänsten flyttade Kilbom till Göteborg, där han blev aktiv i Socialdemokratiska arbetarepartiet (SAP). 1910–1914 var han medarbetare vid Hallands Folkblad, 1914–1917 sekreterare i Socialdemokratiska ungdomsförbundet och 1916–1917 redaktör för Stormklockan. Vid splittringen av SAP 1917 följde Kilbom Zeth Höglunds revolutionära grupp och deltog i bildandet av Sverges socialdemokratiska vänsterparti, som 1921 bytte namn till Sveriges kommunistiska parti (SKP).
Kilbom var mycket aktiv i Komintern, och sedan Zeth Höglund och andra som önskade avbryta samarbetet med Sovjetunionen lämnat SKP 1924 blev Kilbom, tillsammans med Nils Flyg, en av partiets främsta ledare och samtidigt huvudredaktör för Folkets dagblad Politiken. Kilbom tillhörde andra kammaren 1922–1924 och var från 1928 ledare för den kommunistiska riksdagsgruppen. 1929 uteslöts majoriteten av medlemmarna ur partiet efter konflikter med Komintern. Majoriteten runt Kilbom bildade Socialistiska partiet (SP), som motsatte sig stalinismen. 1937 uteslöts Kilbom ur SP efter en personstrid med Nils Flyg. Socialistiska partiet utvecklades därefter under Flyg i pronazistisk riktning, medan Kilbom återanslöt sig till SAP och stödde samlingsregeringens politik.
År 1921–1936 var han ledamot av Stockholms stadsfullmäktige. Han var också mycket engagerad i folkets hus- och folkparksrörelserna. Vidare tog han 1934 initiativet till veckotidningen Folket i Bild. År 1941 blev han vd för det nybildade Sveriges Folkbiografer. Mot slutet av sitt liv var Kilbom lokalpolitiker i Stockholm och arbetade bland annat med tunnelbanans utbyggnad. 

### Privatliv
Kilbom var i sitt första äktenskap gift från 1921 med konstnären Zoia Krukovskaja (1903–1999), dotter till den 1915 avlidne översten Krukovskoj och hans hustru Hèlén Inkina (f. 1883). I sitt andra äktenskap var han från 1937 gift med sjuksköterskan Märta Bengtsson (1908–1965). Makarna bodde i Södra Ängby, Bromma, och är begravda på Bromma kyrkogård.

## Galleri

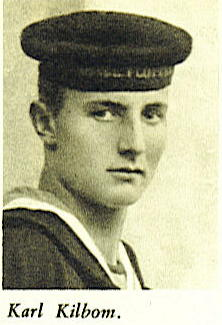
Karl Kilbom, 1907.
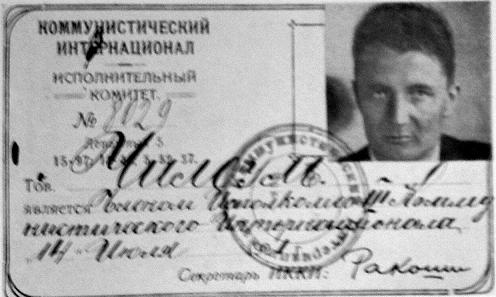
Karl Kilboms medlemskort i Komintern.
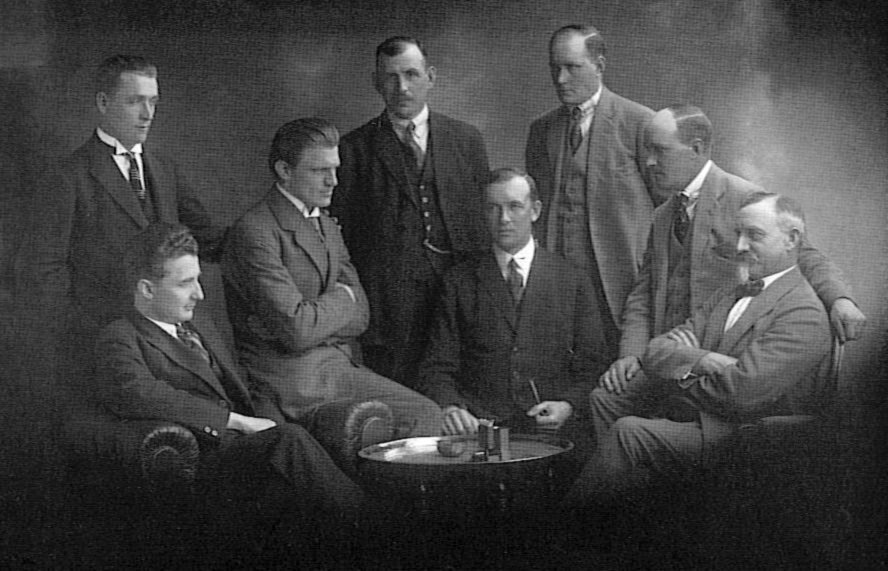
Den första kommunistiska riksdagsgruppen i andra kammaren, 1922. Kilbom sittande, förste från vänster.